# Sonnensterne
Die Sonnensterne (Solasteridae) sind auffällige, vielarmige, sehr große Seesterne. Sie leben hauptsächlich an den Küsten nördlicher, kalter Meere.
Der Gemeine Sonnenstern (Crossaster papposus), der 8 bis 14 Arme haben kann,  erreicht einen Durchmesser von 40 Zentimeter. Er lebt im Nordatlantik, von Grönland bis in die Nordsee und westliche Ostsee, und an den Küsten Alaskas in Tiefen von 0 bis 1200 Meter. Er frisst oft junge Gemeine Seesterne (Asterias rubens). Der Purpur-Sonnenstern (Solaster endeca) lebt ebenfalls im Nordatlantik, aber nur bis in eine Tiefe von 450 Metern. Stimpsons Sonnenstern (Solaster stimpsoni) lebt im Nordpazifik von der Beringstraße bis nach Kalifornien. Er erreicht einen Durchmesser von einem halben Meter und frisst gerne Seegurken. Der ebenfalls im Nordpazifik lebende Solaster dawsoni bevorzugt Seesterne als Beute.
Sonnensterne sind sehr variabel in der Färbung und in einer Art können gelbe, rötliche, violette, bräunliche und andere Farben vorkommen.

## Gattungen
- Crossaster Müller & Troschel, 1840
- Cuenotaster Thiéry in Koehler, 1920
- Heterozonias Fisher, 1910
- Laetmaster Fisher, 1908
- Lophaster Verrill, 1878
- Paralophaster Fisher, 1940
- Rhipidaster Sladen, 1889
- Seriaster Jangoux, 1984
- Solaster Forbes, 1839
- Xenorias Fisher, 1913

## Bildergalerie

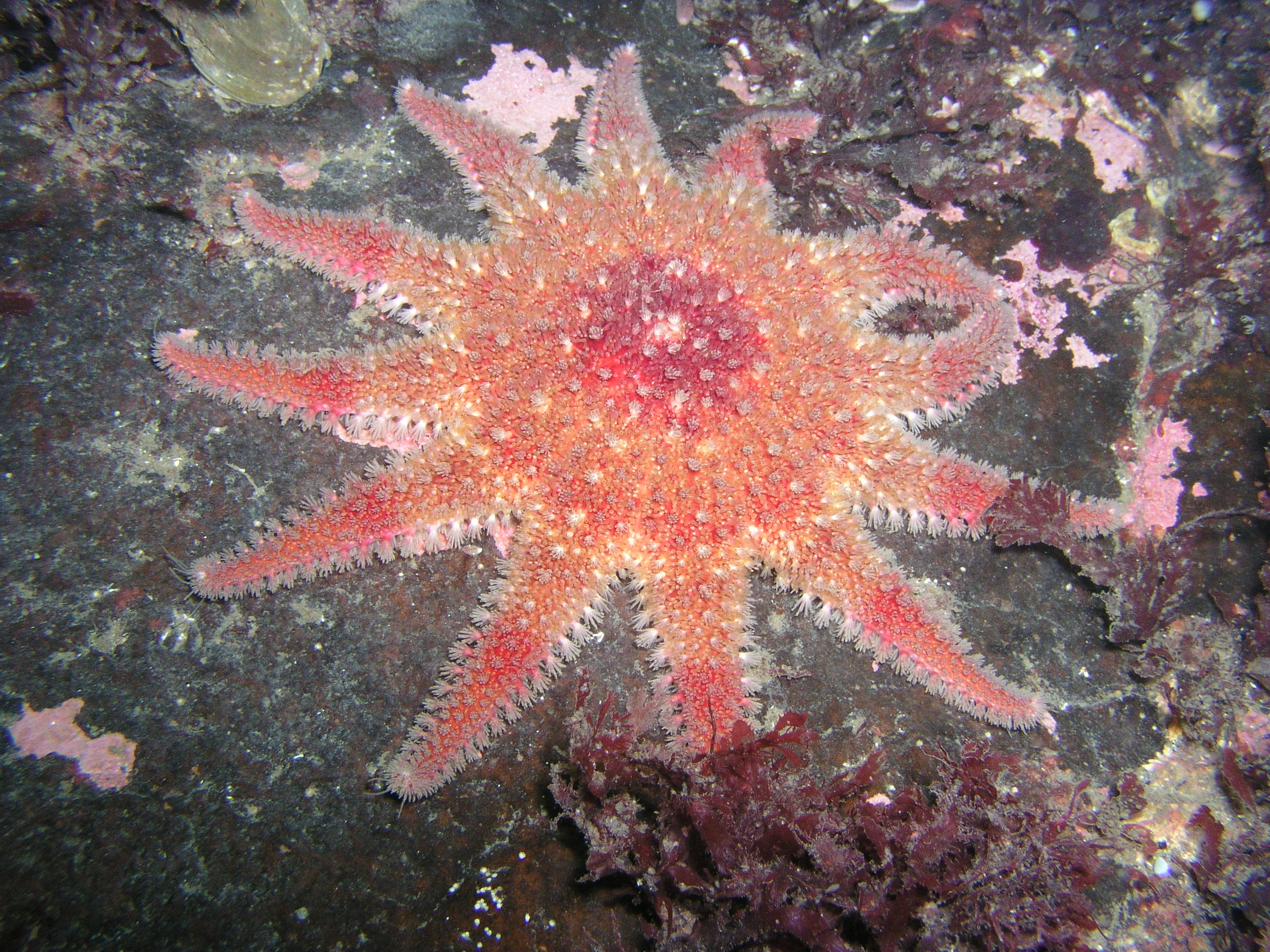
Crossaster papposus
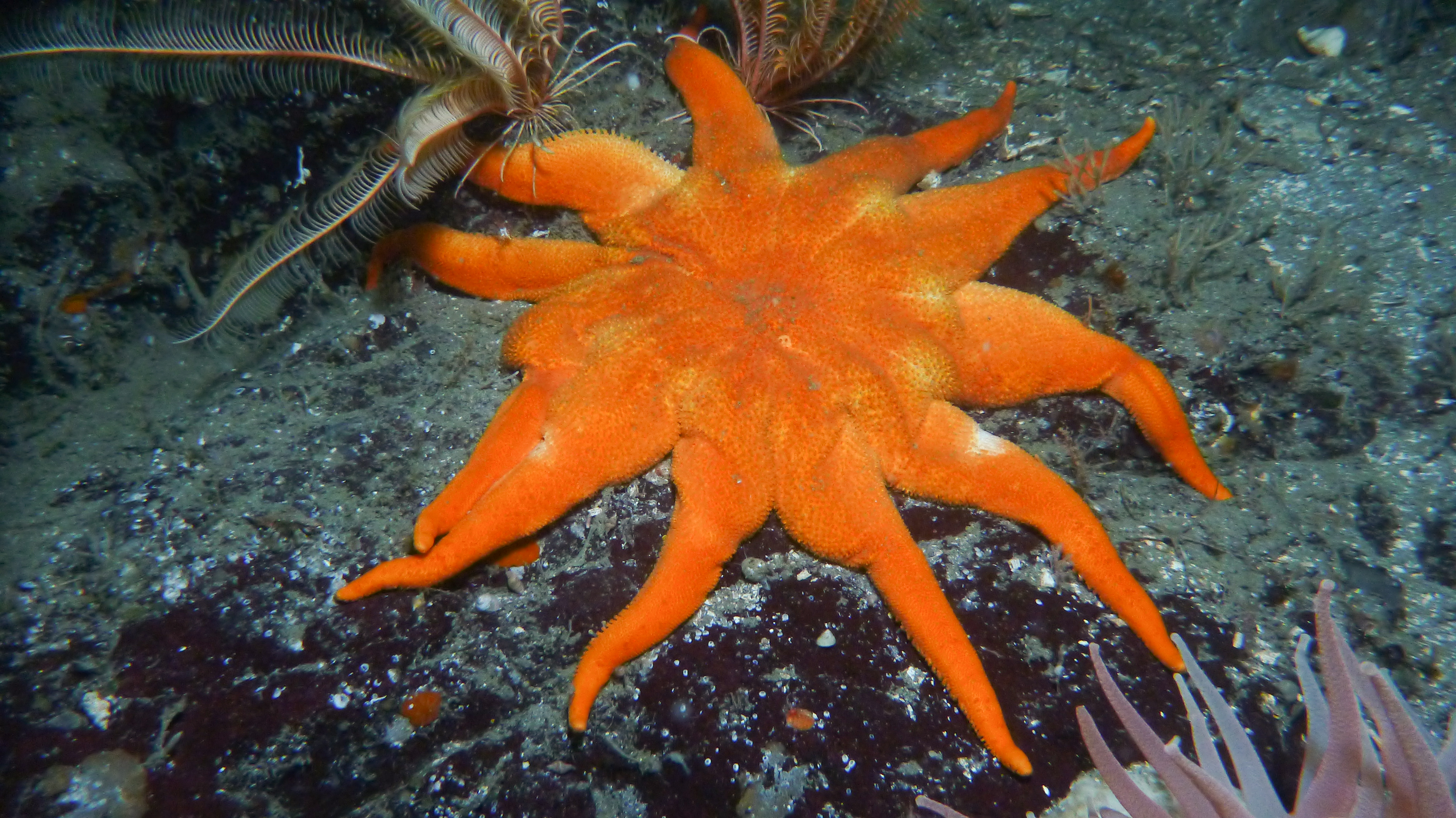
Solaster dawsoni
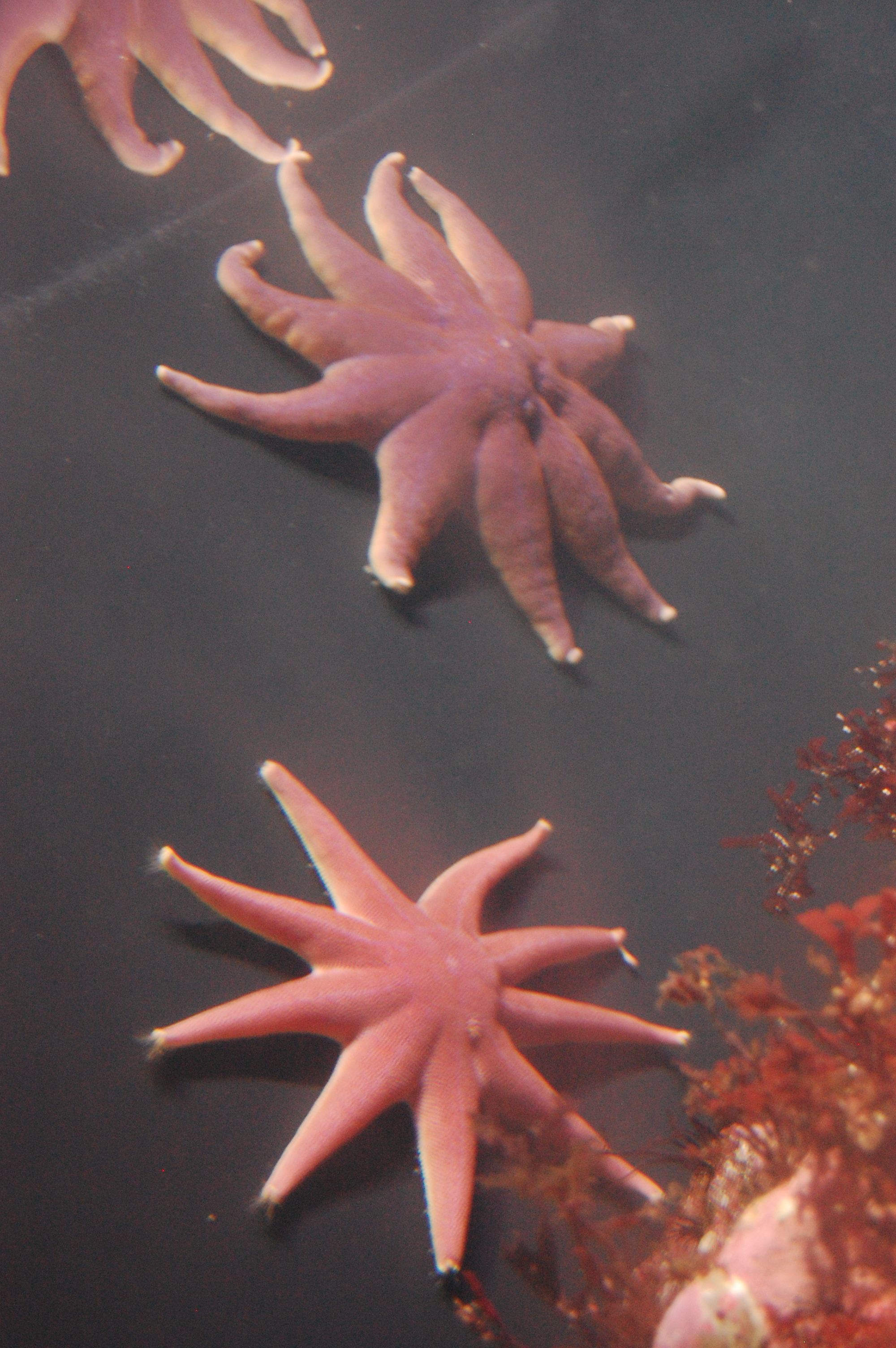
Solaster endeca
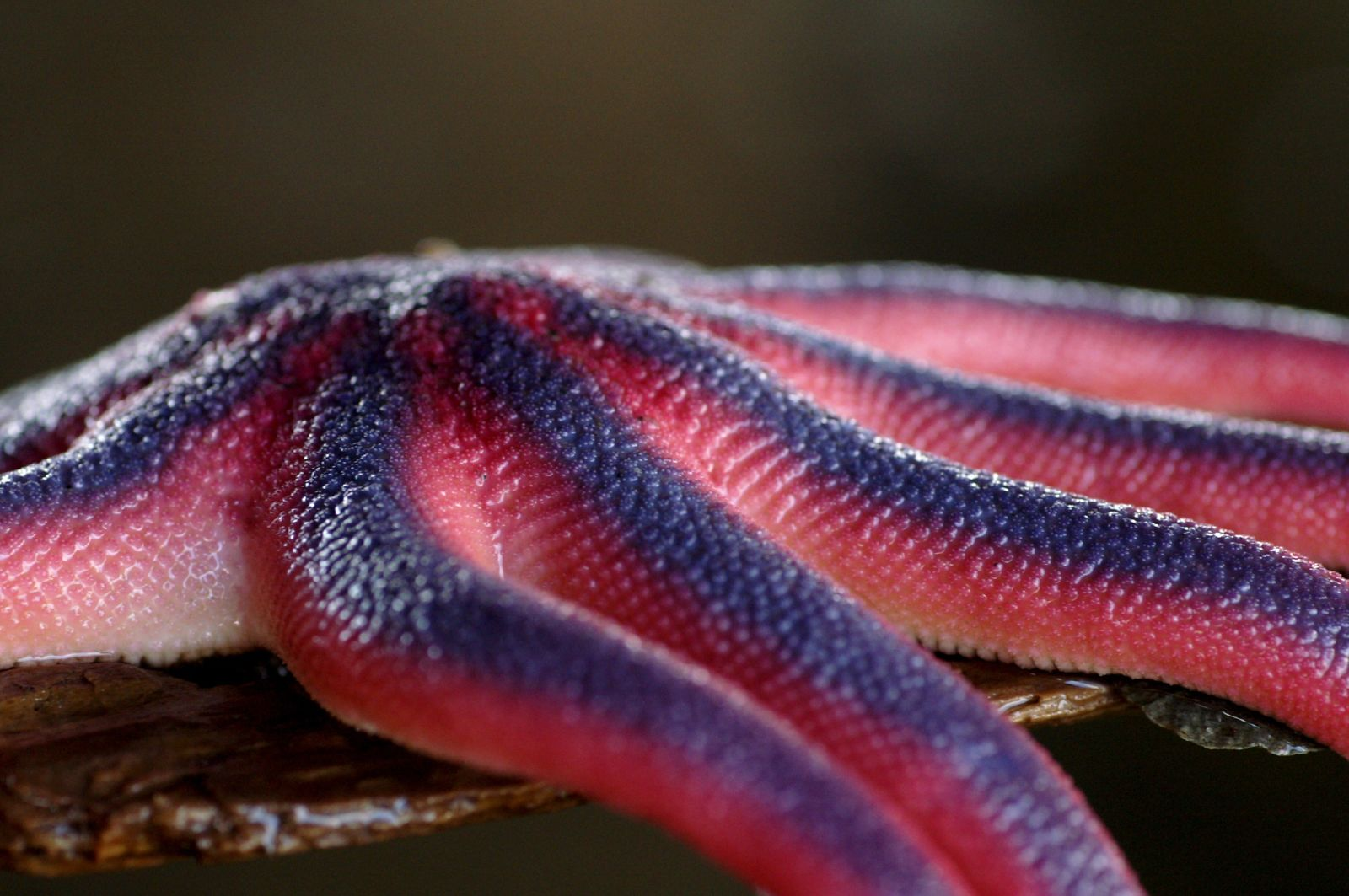
Solaster stimpsoni
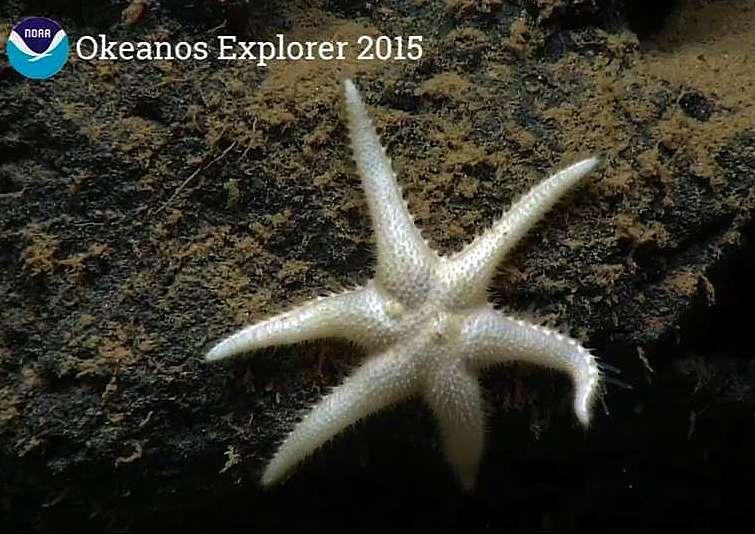
Laetmaster spectabilis